# رندال (ویرجینیای غربی)
رندال (به انگلیسی: Randall) یک منطقهٔ مسکونی در ایالات متحده آمریکا است که در شهرستان مونونگالیا، ویرجینیای غربی واقع شده‌است. رندال ۲۴۵٫۹۸ متر بالاتر از سطح دریا واقع شده‌است.